# NIC-70B
La NIC-70B  es una importante carretera nacional clasificada como camino Vecinal en Nicaragua. Esta vía comienza en el Oeste en la NIC-1 en La Rotonda a Andrés Castro en el Departamento de Managua y culmina en la Hacienda de Jacinto, Tipitapa en el departamento de Managua.

## Extensión
Con una extensión de 1,97 millas (3,2 km), la NIC-70B juega un rol clave en la conectividad y transporte de la región.